# 大里區
大里區，舊稱「大里杙」，位於臺灣臺中市南部，北以旱溪排水與臺中市區相隔:194，為中華民國農會與財政部印刷廠所在地。全境面積約為28.8758平方公里，人口約有21.2萬人，是臺中市人口第三大區（僅次於北屯區、西屯區），縣市合併前為原臺中縣人口最多、人口密度最高的行政區。
大里區早期為隸屬平埔族群的洪雅族人的活動區域，清代初期原住民歸順清廷，大量漢人移民入墾，由於當地位居交通要衝，開發甚早，曾為臺灣六大街庄之一。後隨溪流河道轉移，河運功能降低，且無鐵公路行經，變為農業村莊。二戰後則由於臺中市區的擴張，都市計畫與交通建設的推動，成為臺中市的衛星市鎮，經濟產業主體逐漸轉為工商業。境內有大里杙保正集會所、纖博館等觀光景點。

## 歷史
大里區原名「大里杙」，「大里」兩字為番社譯音，係譯自屬於平埔族群的洪雅族社名:75，「杙」則是指小木樁，當地繫舟筏所用的木樁頗多，反應當地風情之意。
大里區史前遺址的最早相關文獻，乃於1902年由森丑之助發表於《東京人類學會雜誌》的〈關於臺灣石器時代遺址〉一文，文中紀錄臺中市境內多處打製石器出土的地點，當中包括大里區塗城里（舊稱「土城庄」）。此外，根據何傳坤等考古學家合撰的《小來的故鄉－臺中市惠來遺址》一書，大里區西湖里的大峰路與西湖路皆各有一處考古遺址，分別屬牛罵頭文化型及營埔文化型:72。
1684年，臺灣納入清朝版圖，分一府三縣，大里隸屬諸羅縣。1723年，諸羅縣增設彰化縣及淡水廳，大里屬彰化縣。1732年，屬貓霧捒保藍興庄。1867年後大里隸屬貓霧捒東保。1875年，改屬藍興保:120。
日治時期，臺灣府改為臺灣縣，大里隸屬臺灣縣藍興堡大里杙庄。後復改為「大里杙區」，屬臺中縣臺中辦務署藍興堡。1901年廢縣及辦務署，隸屬臺中廳藍興堡大里杙街。至1920年，地方官官制改正，大里屬臺中州大屯郡。大里庄轄大里、內新、番子寮、塗城、草湖、詹厝園、大突寮、涼傘樹等8個大字:121。
二戰後，1945年10月改設「大里鄉」，隸屬臺中縣大屯區，原管轄13個保改為13村，包括大里村、新里村、樹王村、鷺村、內新村、東昇村、大元村、仁化村、健民村、塗城村、東湖村、西湖村、夏田村。1950年9月廢區署，大里鄉改直隸於臺中縣:121。1970年代後，大里鄉隨著產業發展，農地逐漸轉為工廠或工業區，並隨著1980年代後各項市地重劃的開發、水系整治計劃的進行、交通建設的開闢，產業型態由農業逐漸轉向工業，使其發展成為臺中都會區的衛星都市之一:80－81。1993年7月24日，大里鄉人口突破15萬人:38，復於同年11月1日改制為縣轄市「大里市」:122。在1970年7月至2002年8月1日間，境內村里數總共歷經四次變更，至2002年8月1日起，大里市共轄27個里:121－122。2010年12月25日，配合臺中縣市合併升格為直轄市臺中市，大里市改制為「大里區」:3。

## 地理

### 地形
大里區位於臺中市南部:247，坐落於臺中盆地內，緊鄰臺中市區南端，東緣為太平區，西臨烏日區，南隔草湖溪及北溝溪與霧峰區相鄰，北以旱溪排水與南區相隔。境域東西寬約8.15公里，南北長約4.52公里，全區面積為28.8758平方公里:194。整體地勢呈東北高西南低，境內最高點位於東南方的竹仔坑東側山區（標高352公尺）。大里區地形可分為兩個部分，一為主體地形的臺中盆地，一為東側的豐原丘陵，兩者間以車籠埔斷層線為地形分界:247。
臺中盆地為一細長型的陷落盆地，南北長約40公里，東西寬度則由豐原向名間逐漸縮減。約在100萬年前，大肚臺地與八卦臺地因板塊運動而隆起，邊緣部分則伴隨地層的下陷作用，因地勢低窪而被導引來的溪流帶入許多泥沙，並在河流流出山地的部分形成沖積扇，其中大里區位於太平沖積扇上，南北長約12公里，東西寬約3公里，是由大里溪、廍子溪、頭汴坑溪、草湖溪等4條河川所堆積形成的沖積扇，並由東向西呈現和緩的傾斜面:248－249。豐原丘陵介於大甲溪與烏溪之間，東邊以雙冬斷層與大橫屏山山脈相鄰，南北長約30公里，東西寬約10公里，在大里區主要分布於健民里東部的山麓地帶。丘陵西側地質上為卓蘭層，係由砂岩、頁岩與泥岩所組成；東側則為頭嵙山層的礫岩層，因礫岩層膠結不佳而不易形成高大的山脈:249。

### 水文
大里區的河川主要屬於大里溪水系，為臺中盆地的主要河川，也是烏溪中游的重要支流，有大坑溪、廍子溪、旱溪、頭汴坑溪、草湖溪及乾溪等6大支流，水系全流域面積共計400.72平方公里:261。
大里溪河流長度約為36.4公里，上游主要源流為大坑溪，發源於大橫屏山山脈的二嵙山（標高776公尺）。昔日大里溪與廍子溪相會後，約在現今的德芳南路與元堤路交會處向西南流經大里市區一帶，後與頭汴坑溪相會。而在1959年的八七水災後，其河道變為流經立元一橋後向南與頭汴坑溪交會，持續向西南流動並於福田橋一帶與草湖溪相會，大里溪流向自此先後改為向西、西北，流出大里區後再依序納入旱溪、筏子溪，最後在中彰快速公路西方一帶注入烏溪；其舊河道歷經河川整治後成為中興大排，該溪流於大里區與烏日區、霧峰區的分界處注入大里溪:261－263。
旱溪是大里溪水系各支流中最長的支流，發源於豐原區東南方（標高622公尺），向西北流經觀音山後，往南流入臺中盆地，沿途流向大致與西部縱貫鐵路平行並依序流入潭子區、北屯區、北區、東區等地，最後在大里區六順橋附近注入大里溪。溪流水源主要依賴雨水的供給，因此其河道在乾季時常呈乾涸現象，故名「旱溪」。由於旱溪在臺中盆地水道寬窄不一且水流不穩定，大雨時常造成臺中市區積水，因此在東門處將旱溪截彎取直使其注入大里溪，而原先下游的舊河道則以引水閘門將其分流，稱為「旱溪排水」或「舊旱溪」。旱溪排水自引水閘門起，向西南流並沿途納入綠川、柳川、楓樹腳溪等支流，最後於烏日區的烏日橋附近注入大里溪:264。
頭汴坑溪為大里溪的支流之一，集水面積為96.38平方公里，河流長度約為22.33公里，主流源自大橫屏山山脈，係由茄苳寮溪、北坑溪、牛角坑溪、東汴坑溪等河川匯注而成，河流自發源地向西流並橫貫太平區後，在新仁里附近進入大里市區，並在立仁橋附近匯入大里溪:264－265。草湖溪流域面積為47.66平方公里，河流長度約為14.9公里，主流發源於霧峰區與南投縣國姓鄉交界處，即大橫屏山山脈之大湖山、九九峰北側一帶，自源流處向西北方順流大里區健民里東側，進入大里區後流向變為西流，經過銀聯橋後，納入支流北溝溪水系，再向西南於大峰路西側納入支流乾溪，其後流路大致轉向西北，最後在福田橋注入大里溪:265。

### 氣候
大里區處於北回歸線以北，屬副熱帶氣候，氣候為夏雨冬乾:250。根據1981年至2010年的氣候資料顯示，大里區的年均溫約為攝氏23.31度，月均溫最高為7月的攝氏28.6度，最低為1月的攝氏16.6度:250－251。年降雨量約為1,773毫米，各月雨量6月最多，11月最少:258－259。

### 人口
戰後初期，1946年大里鄉的人口有13,745人:762。1949年中央政府遷播來臺時，中國各省人民陸續來臺，大里鄉的人口成長了7.41%，由於1950年代之前，外省移民增加的人口數與被遣回國的日本人、陣亡的臺灣百姓相抵，漲幅較不明顯，因此人口增加率主要源自自然增加數:767。1960年代後，政府加強堤防擴建與整治水利的工程，降低了大里鄉的水患發生率，加上大里鄉鄰近臺中市區，聯外橋樑與道路的便利，工業區的設置，地價相對較低，成為臺中縣各鄉鎮與外縣市人民的主要移居地之一:767－768，其中又以南投、彰化、員林等地城鄉移民較多:38。大里鄉的人口在1977年至1980年時，成長了約10.615%，是戰後大里鄉人口成長最快速的時期:212。1981年，隨著國光路的開通，促使大里鄉與臺中市區之間交通便捷，吸引了更多在臺中市就業的人口遷入大里鄉:38。1986年時大里鄉的人口達到10萬人:763，至1993年時已上升至15萬人。1995年時，豐原市和大里市的人口數分別為158,315人與159,896人，人口密度則分別是每平方公里約3,810人與5,537人，大里市已成為臺中縣人口最多、人口密度最高的行政區:762。大里市的人口成長在1994年之前，主要仍是社會增加率，而在自然增加率方面，則呈逐年減少的趨勢:213－214。在1994年之後，社會增加率便也開始下降:213－215。2009年時，大里市的人口成長了約0.768%，是1970年代至2010年期間，人口成長率最低的一年:214－215。2011年10月，大里區人口突破20萬人。2016年11月，大里區的人口達到21萬人，之後每年的人口成長率便不足1%。2021年時，大里區有人口212,253人，相較於前一年（2020年）的213,117人，減少了864人，是戰後大里區人口自1956年以來，再度呈現負成長的一年。
根據臺中市政府民政局及內政部戶政司統計，2024年底大里區戶數約7.8萬戶，人口約21.2萬人，是臺中市人口第三多的行政區，也是中臺灣地區人口第四多的三級行政區，大里區的三大分區中，西北部的大里地區即聚集了全境一半的人口。2024年底時，瑞城里是大里區人口最多的里，有14,318人；長榮里是大里區人口密度最高的里，每平方公里約有24,151人；夏田則是大里區人口最少且人口密度最低的里，有1,047人，每平方公里約有412人:237。

## 政治

### 歷任首長
| 屆別 | 姓名   | 任期                          | 備註 |
| 1    | 詹文富 | 2010年12月25日－2013年1月30日 |      |
| 2    | 許貴芳 | 2013年1月31日－2015年2月5日   |      |
| 3    | 周崇琦 | 2015年2月6日－2019年2月12日   |      |
| 4    | 鄭正忠 | 2019年2月12日－現任           |      |

### 區政組織

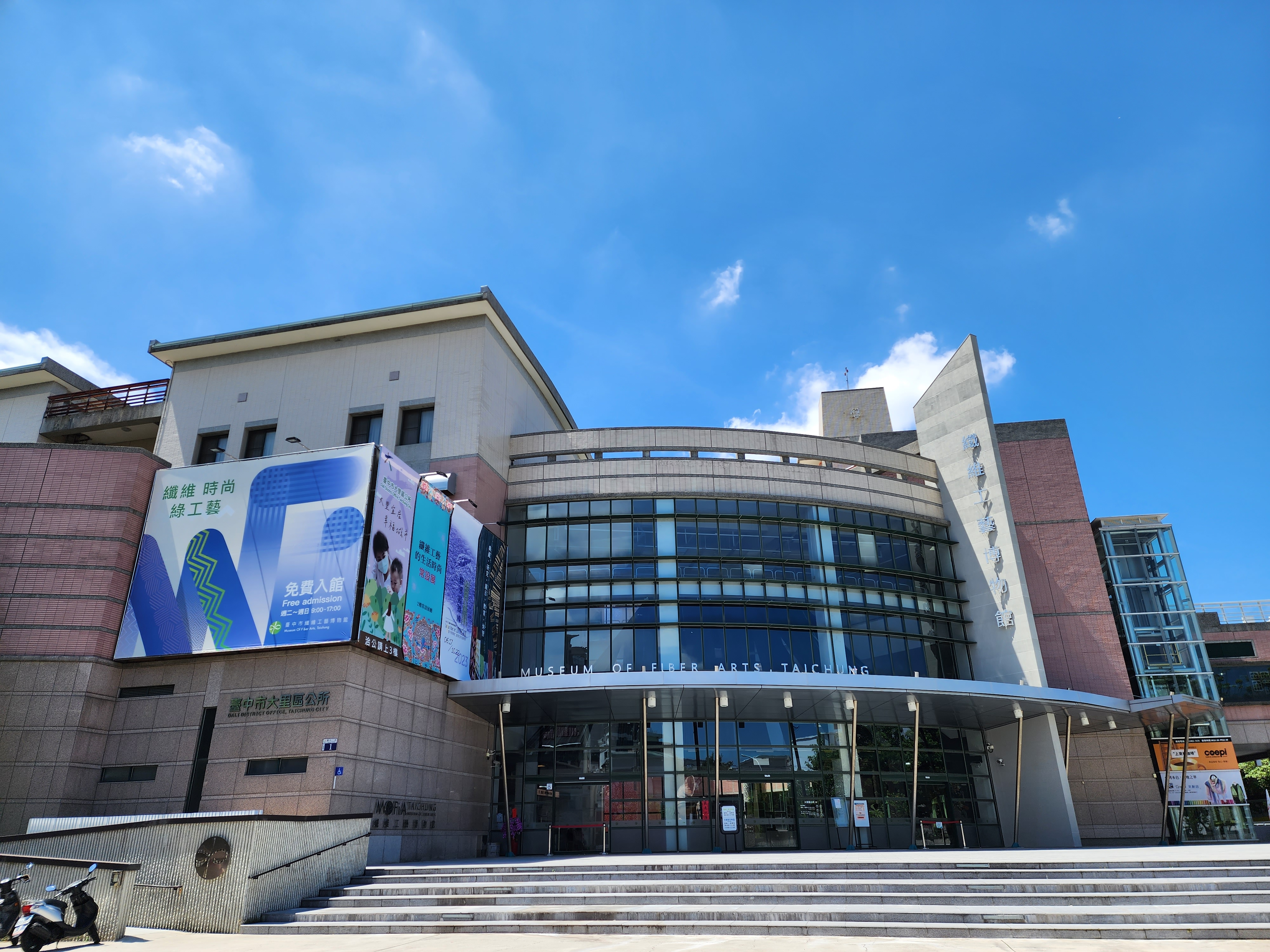
臺中市纖維工藝博物館，大里區公所臨時辦公室

大里區公所是臺中市政府在大里區的派出機關，在中華民國政府架構中為市政府綜理區政的執行機關，上級業務監督機關為臺中市政府。区长由市長任命，其任期為無任期保障。在區長、副區長及主任秘書之下，設有5課4室等9個內部單位。
大里區公所位於大新路的舊辦公室在落成多年後，因921大地震而受損；後碰上大里區人口增長，使舊辦公室不堪負荷。興建新辦公室的聲音開始出現。
2017年2月，臺中市政府發表第15期市地重劃案，其中規劃將在新用地增建聯合行政中心、並把大里區公所遷移到該行政中心。15期市地重劃最終於2020年8月26日動工，大里區公所舊辦公室也在2021年3月2日，員工搬遷至臺中市纖維工藝博物館辦公後拆除。
聯合行政中心計畫在2021年搬遷後多次延宕。主要意見分歧有建設細節、興建模式、建築成本等。2024年7月，臺中市政府民政局表示將取消聯合行政中心計畫。區公所將在纖維工藝博物館辦公。當地市議員與立法委員隨後關切該發言，並要求臺中市政府興建。10月14日，民政局長表示聯合行政中心計畫將持續，並把目標設在2026年開工。

### 行政區
現今大里區行政範圍的確立，來自於1920年，日本將臺灣十二廳改為五州二廳，設大里庄屬臺中州大屯郡:388。大里庄轄大里、涼傘樹、內新、大突寮、番子寮、塗城、草湖、詹厝園等8個大字:389。1946年1月20日，改為「大里鄉」，屬臺中縣大屯區。1950年，裁撤區署，大里鄉改直隸於臺中縣。1993年11月1日，大里鄉改制為「大里市」:392。2010年，臺中縣市合併改制為直轄市，大里市改制為市轄區「大里區」，隸屬臺中市:3。
大里區共轄27里767鄰，其行政區域分布情形為:3：
| 次分區 | 里名   | 里名   | 里名   | 里名   | 里名   | 里名   | 里名   | 里名   |
| ------ | ------ | ------ | ------ | ------ | ------ | ------ | ------ | ------ |
| 大里   | 大元里 | 大里里 | 大明里 | 日新里 | 中新里 | 內新里 | 西榮里 | 永隆里 |
| 大里   | 東昇里 | 東興里 | 長榮里 | 夏田   | 國光里 | 祥興里 | 新里里 | 樹王里 |
| 草湖   | 仁化里 | 仁德里 | 西湖里 | 東湖里 | 金城里 | 健民里 | 瑞城里 | 塗城   |
| 十九甲 | 立仁里 | 立德里 | 新仁里 |        |        |        |        |        |

## 經濟

### 農業
大里區的地形屬於河川沖積扇，缺乏林業、礦業及漁業等資源，部分轄境鄰近霧峰丘陵，有龍眼、荔枝、香蕉、鳳梨、山筍等竹林山產，地形適宜，水源充足，水稻種植興盛，冬季乾旱時，適合甘蔗生產；風力不大，提供菸葉栽培的環境。日治時期前，大里區主要作物有水稻、小麥、蔬菜、菸葉及甘蔗等，其中以水稻栽培面積最大，產值最高者則是甘蔗、菸葉，鄰近山區的竹仔坑則盛產竹筍:524。日治時期後，為有效利用土地並消除水患，總督府水利局遂在大里溪上游的內新庄一帶設壩截斷水流，築堤引水，取道旱溪而下，舊大里溪在溪水減少後，農業生產得以免受洪患危害，大里杙的農業發展在1910年至1930年間最為迅速，稻米產量增多，成為臺中地區主要的農業區域:533。戰後時期，1955年後，農民開始朝向精緻化農業邁進，除甘蔗、菸草、稻米等日治時期的主要農作物外，利用休耕期間種植芥菜，並醃製成鹹菜共應全臺各地，得到了「鹹菜王國」的美譽:551。1970年代後，隨著都市計劃的實施與工業區的設立，耕地面積減少，農地變更為住宅地，農業面積及務農人口遞減:549、551。目前大里區的草湖一帶仍保留有較大面積的農田，農民多屬兼農性質，主要農作物以雙期稻作為主，果樹、雜糧、蔬菜為輔:551。糧食作物最主要為稻米，普通作物較為重要的是甘藷:553，特用作物以甘蔗最重要:554，水果主要種植龍眼、荔枝，其他包括香蕉、鳳梨、西瓜則多已無生產或產量較少:554－555。

### 工業
大里區的工業三大主要的產業類別分別有金屬製品製造業、機械設備製造修配業、塑膠製品製造業等:590。戰後初期工業是以蔗糖生產及菸葉栽培為主，至1970年代起都市計畫的推動，改變了大里區的工業型態，先後設立工業區，工業生產類別有食品加工業、鋼鐵零件加工業、製鞋工業、塑膠工業等:585。1980年代以後金屬製品製造業、塑膠製品製造業、機械設備製造修配業等三項產業，工廠家數皆高於200家，是大里區的主要產業，至於電力及電子機械器材製造修配業、金屬基本工業則為穩定成長的產業:587。而在同一時期的就業人口方面，大里區的工業人口達到四成，到1990年代間工業人口是佔比最大的產業人口。1991年的工商普查統計顯示，大里區的工商業公司行號計有5,981家，其中製造業即有2,696家佔第一位:522。
目前大里區有大里工業區:601－609、仁化工業區:609－610、臺中軟體園區等三大工業區。大里工業區橫跨大里、太平兩區，於1992年12月開發完成，開發面積為77.2公頃，其中可供建廠用地約有46.43公頃，進駐廠商以機械、工具、五金業等類別為主:601。仁化工業區於2000年至2007年完成，開發面積為29.67公頃，工業生產用地為14.51公頃，進駐廠商以塑膠製品製造業、金屬製品製造業、機械設備製造業、電力及電子機械器材業、精密器械製造業、傢俱及裝飾品製造業、雜項工業製品製造業等類別為主:610。臺中軟體園區設置在東湖里，原址為臺灣菸酒公司菸葉試驗場，開發面積為4.96公頃，於2018年啟用，進駐廠商以資通訊服務、文創、電子商務、雲端、知識密集業（研發、設計、測試、顧問）為主。
此外，臺中市政府近年也在大里區夏田里規劃夏田產業園區，該園區佔地約212.24公頃，未來將朝向低污染精密產業發展，現處於環評階段中。

### 商業
戰後初期，大里區的商業交易主要在傳統市場中進行:616，有魚肉及果菜兩類的買賣，其中魚肉的營業額佔了大里市場總營業額的四分之三，果菜僅佔四分之一。1956年後，魚、獸肉的營業額上升至八成以上:617。自1960年代起，由於如省政府、省議會、省農會等省屬重要機構相繼遷至大里或鄰近的霧峰、草屯等地，且因位居臺中市區與省政府中興新村的要衝，工商業發展迅速。1975年時，大里區的商店家數有1,423家，依照家數多寡有買賣業、製造業、加工業及服務業等。至1984年時，製造加工業及買賣業個別的商店家數破千，廣佈於大里區各地:618。1990年代後，隨著大里區與臺中市區間的交通阻塞情況日益嚴重，促使大里區逐漸自成獨立消費商圈，開始有2到3萬人左右的區域性消費中心陸續出現:619。
大里區的商業可分為批發業與零售業，批發業最主要的是建材批發業，其次則有機械器具批發業、食品什貨批發業及家具及裝設品批發業等:621，早期批發業成長最為顯著的是食品什貨批發業、化學製品批發業及機械器具批發業，其他包括家具及裝設品批發業、建材批發業等也有成長，當中隨著金屬製品製造業的興盛，並為製造業中工廠數量最多，發展最為迅速的是機械器具批發業:620。在零售業方面，以食品什貨零售業為大宗，其次則有家具及裝設品零售業、布疋衣著服飾品零售業、藥類化妝品零售業及車輛及車輛零件零售業等:622，傳統的零售業主要是雜貨店，其中健民里一帶至今仍有數家自日治時期即已存在的傳統雜貨店，1970年代開始，各式超級市場等新型市場紛紛成立，至1980年代發展迅速，遍佈大里區各區域，而傳統雜貨店則在衰落、式微當中:621。

### 金融業
大里區的金融業最早是在農會信用部進行，其後隨著工商業發達，自1980年代中期開始陸續有銀行、信用合作社的進駐:626，1986年1月4日臺中區中小企業銀行（今臺中銀行）設立大里分行，是第一個在大里區設立分行的銀行:626、628、630，其後又有多間金融機構（銀行）陸續在此成立分行，並主要集中在中興路、東榮路、國光路、德芳路、益民路等道路:629。目前大里區擁有26間銀行、3間信用合作社分社及3間票券商。
大里區農會創立於1920年4月，名大里杙信用組合:557，1927年5月擴大營業項目，改名有限責任大里信任購買販賣利用組合:557－558，1944年，改組為大里庄農業會，期間經歷大里區各階段改制變更，經歷過大里鄉農會、大里鄉合作社、大里市農會:558－559，2011年4月21日，改名大里區農會。其農會組織設有會務、信用、會計、稽核、企劃、供銷、推廣、保險、資訊等部門，信用部除本部外，尚有內新辦事處、草湖辦事處、健民辦事處、東榮辦事處、金城辦事處、十九甲辦事處、仁化辦事處、國光辦事處、成功辦事處、立新辦事處等。

## 文化

### 藝文活動
近年來，大里區公所每年度均有推展年度例行節慶活動，區內的大型藝文活動有自2001年起於每年國曆十二月舉辦的「大里杙文化節」:1449、1450、自2003年起於每年國曆五月舉辦的「大里杙音樂節」，以及自2018年起於每年國曆七月舉辦的「大里潑水節」等。

### 宗教信仰與民俗活動
大里區民主要的宗教信仰以台灣民間信仰、道教、佛教、一貫道等為大宗，群體性宗教活動以媽祖信仰為主:1068。區內常見的宗教民俗活動包括大里杙福興宮、內新新興宮以及仁化振坤宮等宮廟參與的大屯十八莊迎媽祖。大里杙福興宮每年農曆三月至四月舉行的天上聖母誕辰慶典。大里七將軍廟每年農曆七月初三至初五舉行的七將軍爺千歲聖誕千秋祝壽慶典。草湖觀音廟每年農曆二月十九日舉行的觀世音菩薩誕辰慶典:1159。草湖太子宮每年農曆正月、七月及十月十五日舉行的三官大帝慶典。

### 文化資產
截至2019年9月底，大里區內由臺中市文化資產處所指定的文化資產包括大里杙保正集會所、臺中支局葉菸草再乾燥場建築群等二座歷史建築，以及大里杙福興宮湄洲軟身二媽神像、仁化振坤宮泥塑福德正神、內新新興宮昭和石香爐、林允卿墓道碑、大里七將軍廟「神之格思」匾等十七項古物，其中大里杙福興宮湄洲軟身二媽為全國唯一一尊被文化部指定為重要古物的神像。

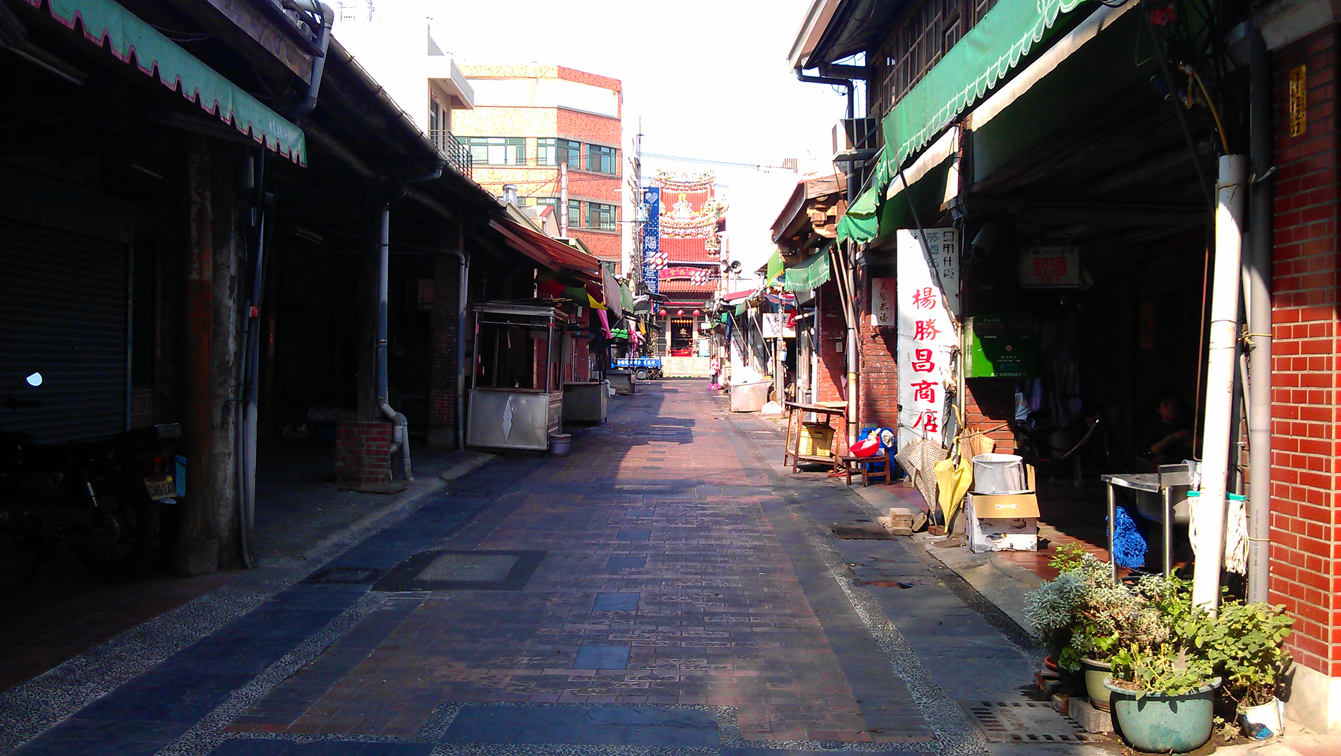
大里杙老街

大里杙老街的主要特色為採亭仔腳式的街屋，建築結構分為前段亭仔腳與後段商店住家二部分，街屋之亭仔腳獨立於房屋之外，呈現「捲簾式的屋頂」，為清代中末葉傳統街屋的見證，具有極大的保存價值。該老街內擁有的史蹟尚包括鹹菜巷（將軍二巷）、保存最為完整的建築慶源堂，以及以清水磚為屋身的大里杙產業文化館等。:1460－1462、1467、1469此外，大里區史蹟尚包括樹王林氏紹復堂、林爽文故居遺址、涼傘樹林大有古宅、鳥竹圍林源興堂、塗城林厝、涼傘樹林宅怡和堂、涼傘樹謝宅新德堂、內新庄陳宅善慶堂、夏田林厝、豐原捲菸研發製造工廠大里廠區、大里菸葉試驗所等十一座建築，以及花甲橋、古稀橋、南門吊橋橋墩等三座橋梁:1472。

### 飲食與特產
大里區的小吃種類繁多，包括大里鹹菜、草湖芋仔冰、樹王水甕菜、竹仔坑無頭筍、涼傘樹肉圓、偉多立大里杙鹹菜餅、禾玖香酥煎包、提督府牛肉麵、⽵仔坑大麵焿、三點一刻奶茶，以及以九尾草為主要烹煮食材的阿志九尾台雞等:555－557:29，品牌店家則有大里起家的星野銅鑼燒、生產太陽餅與鳳梨酥等產品的百年老店顏新發餅舖:30。
草湖芋仔冰是大里區著名的小吃，在1980、90年代期間草湖曾有多達20間芋仔冰的店家，其中以老字號的店家「美方芋仔冰城」最為知名，已故總統蔣經國曾多次造訪，讚賞有加，也因此使得草湖芋仔冰聲名遠播，現今芋仔冰則多以自動化生產，並不斷研發新配方，但仍採用天然食材:29。

### 傳統戲曲與現代劇團
「跳鼓陣」屬於藝陣中的一種，據傳是由清末鄭成功抵抗清兵時操兵練武的方式演變而來，經由早期民間藝陣的活動，將之帶入廟會或喜慶活動，以搖擺、跳躍、擊鑼鼓與陣勢排列行進為其主要表演型態。「大里國小跳鼓陣」成立於1995年，由當年神岡國小跳鼓陣隊傳授予四位本校學生，現為中部地區少數的校園跳鼓陣之一，經常參加比賽獲得名次，並曾多次受邀於媽祖國際觀光文化節中表演，該校另有成立舞獅隊。
- 大里福興軒：大里杙福興宮負責推廣北管音樂，戲團現已有一百多年歷史。
- 樹王八仙團
- 上劇團藝文工坊：台中新的歌舞劇表演團體，大里區國光路二段500號8F之4

### 廣播電台
| 頻率     | 電台名稱                  |
| 657 千赫 | 正聲廣播公司 台中廣播電臺 |

正聲廣播公司臺中廣播電臺成立於民國43年（1954年），前身為「正聲廣播公司農民廣播電臺」，專門以製播農業節目服務農民為宗旨，因此有「南門橋頭的農民電台」之稱呼。自民國68年（1979年）新廈落成啟用迄今，轉型製播多元綜藝、知性的健康生活資訊與感性的社會關懷節目。其後隨著政府開放廣播頻道的申設，頻道定位隨之逐漸調整為「健康、有氧」，並依地域性與本土性發展節目，結合在地事務探討議題，強調社會公益的付出:1457。

### 體育
臺中縣政府為普及運動風氣，充實運動場地，增加運動人口，乃於民國84年（1995年）根據《教育部補助地方政府興建及整建運動場地作業要點》，興建綜合運動場與游泳池，並積極推動「一鄉鎮市一游泳池」之政策。大里市立游泳池（現名「大里游泳池」）在此一政策響應之下，於民國86年（1997年）底竣工啟用，該游泳池佔地面積約有34公畝，自民國97年（2008年）起改由民間經營管理:1413、1414。
大里區的體育建設主要由臺中市政府體育局管轄，區內有大里運動公園、大里游泳池、公五網球場、公六慢速壘球場、東湖壘球場、大突寮溜冰場、健民槌球場、草湖溪高灘地棒球場、鼎峰高爾夫練習場等多間運動場館。
此外，座落於大里運動公園內的大里國民暨兒童運動中心於2020年完工，已於2021年10月2日正式營運，為臺中市第五座國民運動中心。該運動中心為地下1層、地上7層建築體，設有壁球室、室內溫水游泳池、綜合性多功能球場等各項運動設施。

## 教育

### 教育發展

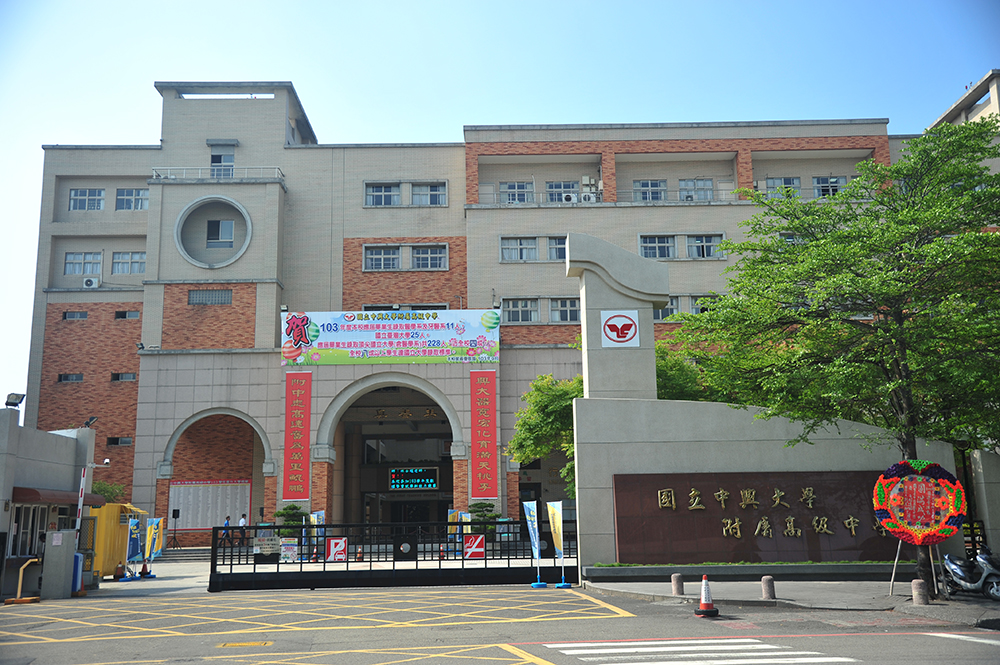
國立中興大學附屬高級中學，前身為國立大里高級中學

臺灣的學校教育最早源自17世紀荷治時期，中部地區教育始於清康熙年間，但大里區的正式官方教育機構，是在日治時期的20世紀初期方才建立:1250。
清代臺灣的教育設施，有在府縣所在地設立的儒學，作為推行教育的機關。但在城市以外的鄉間，主要是由官民捐設的學堂，延請塾師講學其間，作為地方教育的場所。大里區在清代設立的書塾（學堂）、民學，因無相關文獻而無從稽考，僅知清代末期，林秀才在鳥竹圍設帳講學，貢生徐德新在尚文巷（今中興路二段祥興一巷附近）設館授徒。同治年間，東勢尾人林序鏞入泮，嗣而設帳授徒，文運隨之興盛。而在日本治臺後，為加強殖民地教育，禁止漢文傳授，公學校相繼創立，舊式書房教育便逐漸式微。
1895年日本治臺後，為實施現代化初等教育，遂於同年7月在臺北市士林區成立「國語傳習所」（今臺北市士林區士林國民小學）。1896年，全臺設立14處國語傳習所，並於其後陸續在各地設置分教場。1898年10月，改設公學校:1264。日本人在大里區最早設立的初等教育機構，是於1914年成立的臺中公學校（今西區忠孝國小）大里杙分教場:1264、1265。1918年，臺中公學校大里杙分教場獨立為大里杙公學校（今大里國小），自此奠立大里區初等教育發展的基礎。1921年，大里杙公學校更名為大里公學校。1922年，成立大里杙公學校塗城分教場。1940年，大里杙公學校塗城分教場獨立為塗城公學校（今塗城國小）。1941年，全臺教育體制改變，大里公學校改為大里國民學校，塗城公學校改為塗城國民學校:1265。
1945年戰後，隨著大里區的工商業快速發展，促使學童人數與日俱增。其主要以大里國民學校與塗城國民學校為中心，陸續增設草湖國民學校、內新國民學校、健民國民學校（今竹仔坑國小）等3所國民學校。1968年實施九年國民義務教育後，續增崇光國民小學、瑞城國民小學、益民國民小學、大元國民小學、永隆國民小學、立新國民小學、美群國民小學等7所國民小學:1264。在中等教育的部分，大里區最早成立的中等教育機構是於1964年成立的私立大明初級中學。爾後1967年成立的梧棲初級中學大里分校，翌年（1968年）配合九年國教的實施，改稱大里國民中學:1321。同年，大明初中獲准增設高級中學，成為完全中學。至1970年起，大里區陸續增設僑泰工商（今僑泰中學）、立人中學、青年中學等3所私立中學:1321、1322。而在公立中等教育機構的方面，1982年起大里區一共成立5所國民中學，分別是1982年成功國民中學、1988年光榮國民中學、1994年光正國民中學、1999年爽文國民中學、2000年立新國民中學:1323－1324。1997年5月，臺灣省政府核准在大里區籌設省立大里高中（今興大附中），後配合1998年12月21日實施精省，復於2000年2月改制為國立大里高級中學:1325－1326。2001年8月，大里國中增設高中部，改制為臺中縣立大里高級中學:1326。2014年2月1日，國立大里高中改隸中興大學，更名為國立中興大學附屬高級中學。2023年8月1日，因應民眾認為校名諧音不雅，健民國民小學更名為竹仔坑國民小學。

### 各級學校

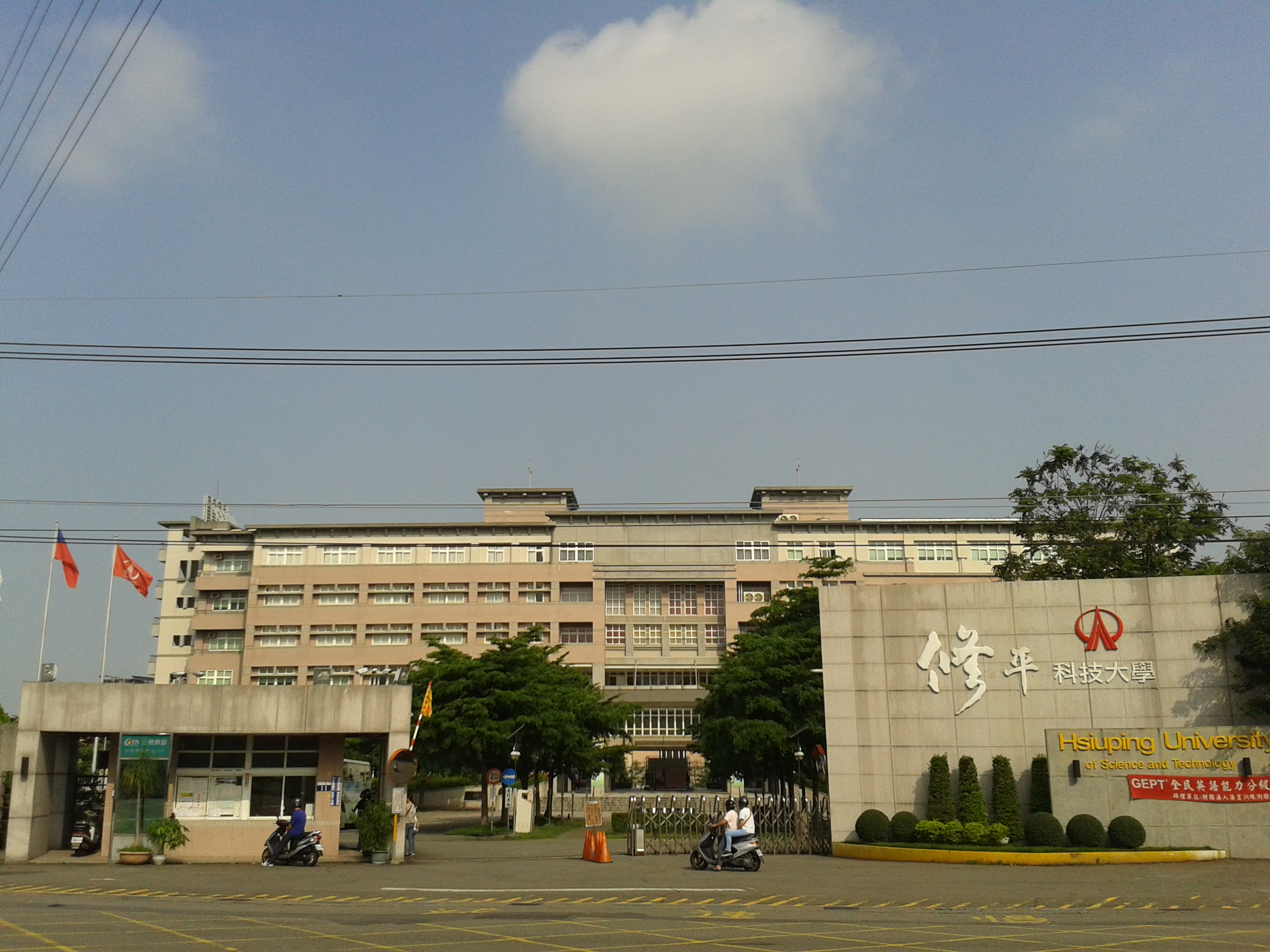
修平科技大學

修平科技大學是大里區唯一的高等教育機構:1365，成立於1966年3月，名樹德家政專科學校，1970年7月改為樹德工業專科學校:1366，1994年改為樹德工商專科學校。1997年9月決議出售該校位於南區樹仔腳的原址，後於1998年5月擬定向臺糖公司租用位於大里區番仔寮的土地:1366－1367。2000年8月，改制並更名為修平技術學院。2001年4月，配合大里區的新校舍竣工，全校停課1個月，進行遷校:1367。2011年8月1日，改名修平學校財團法人修平科技大學:1368。全校設有3個學院及通識教育中心，下設14個學系、4個碩士班。
大里區現有大專院校1所，為修平科技大學:1365，公私立高級中學6所，分別有國立中興大學附屬高級中學、臺中市立大里高級中學（附設國中部）、臺中市私立立人高級中學（附設國中部）等3所普通型高級中學，臺中市私立大明高級中學（附設國中部）、臺中市私立僑泰高級中學（附設國中部）、臺中市私立青年高級中學等3所技術型高級中學:1339－1364，其他公立教育機構計有臺中市立成功國民中學、臺中市立光榮國民中學、臺中市立光正國民中學、臺中市立爽文國民中學、臺中市立立新國民中學等5所國民中學:1327－1339，臺中市大里區大里國民小學、臺中市大里區塗城國民小學、臺中市大里區草湖國民小學、臺中市大里區內新國民小學、臺中市大里區竹仔坑國民小學、臺中市大里區崇光國民小學、臺中市大里區瑞城國民小學、臺中市大里區益民國民小學、臺中市大里區大元國民小學、臺中市大里區永隆國民小學、臺中市大里區美群國民小學、臺中市大里區立新國民小學等12所國民小學:1271－1319，以及臺中市大屯社區大學等數所社教機構:1412。

## 醫療與福利

### 醫療院所
大里區醫療資源較為充裕，區內總計有1所衛生所、4所醫院、213所基層診所、50間藥局。1949年8月31日，「臺中縣大里鄉衛生所」（現名「臺中市大里區衛生所」）正式成立。1967年，「菩提救濟醫院」（現名「新菩提醫院」）成立，是大里區啟用時間最早的醫院，其後「明鴻醫院」（1992年改名「霧峰澄清醫院」迄今）、「達明眼科醫院」、「仁愛醫療財團法人大里仁愛醫院」等3所醫院分別於1980年、1990年8月、1995年4月17日相繼成立，其中大里仁愛醫院屬於區域教學醫院，為大里區規模最大、設備最齊全的醫院:492－498。

### 社福機構
- 臺中市甲興社會福利綜合大樓
  - 愛心食物銀行
  - 多功能活動中心
  - 家庭福利服務中心
  - 家庭暴力及性侵害防治中心屯區辦公室
  - 綠川婦女中心
- 臺中市身心障礙日間托育中心（希望家園）：位於大里金城公園旁
- 臺中市兒童青少年福利服務中心
- 臺中市大里區樂齡學習中心
- 大里社區健康營造中心
- 大里親子館（原為「台中市大屯托育資源中心」）
- 大里食樂基地（原為「大里第一公有市場」）
- 大里托嬰中心：於2020年1月15日正式開幕[67]
- 台中市第二處社會住宅：大里區光正段
- 大里中興國宅和社會住宅：大里區中山路一段

## 交通

### 鐵路
中濁線
帝國製糖株式會社於明治40年（1907年）通車啟用臺中糖廠線，稱為「中濁線」，該線係自臺中到濁水（今名間鄉）的糖業輕便鐵路，用以運送蔗糖，行經大里區並設有番仔寮、塗城兩站。中華民國政府遷台後，宣布接管全台所有民營的私有鐵路，私鐵中佔約九成之糖業鐵路，自1946年5月1日改由台灣糖業公司經營。由於日治時期製糖會社個別經營發展，其鐵路系統亦各自獨立，台糖遂而在1949年中華民國政府遷台後施行統一鐵路，翌年奉官方指示貫通南北平行預備線，擬將舊有鐵路加以銜接，使得中濁線成為縱貫鐵路的預備路線，以備戰時之需。臺中糖廠曾於1950年代開辦快車營運，對於當時地區性客貨運輸頗為便利。直至1959年發生八七水災，烏溪大鐵橋因而被沖毀，造成糖廠鐵路中斷，中南線於烏溪以南的部分鐵路因維修經費龐大而停止營運，烏溪以北的部分鐵路則經臺中糖廠修復後，勉強維持甘蔗、香蕉運輸。1962年，停止對外貨物運輸，僅剩製糖時期之甘蔗原料運輸，並拆除霧峰以南的鐵路。1968年，南投糖廠關閉，甘蔗採收畫歸臺中糖廠負責，改以公路運輸甘蔗原料到臺中糖廠壓榨，同時拆除南投地區的鐵路，在臺中地區試辦公路運輸。1977年，臺中糖廠決定全面實施公路運輸取代鐵路運輸，拆除所有臺中地區的糖業鐵路，中濁線自此走入歷史:656－658。
捷運
臺中市自2010年升格為直轄市以來，經濟成長迅速，每年湧入大量外來人口，促使臺中彰化都會區成為臺灣人口第二大都會區，但由於臺中市尚未建成高運量大眾運輸系統，對捷運的需要性與迫切性日益緊張，因此開始興建與規劃臺中捷運系統。現今該系統規劃行經大里區之路線包括█臺中機場捷運與█大平霧線等兩條路線。

### 公路

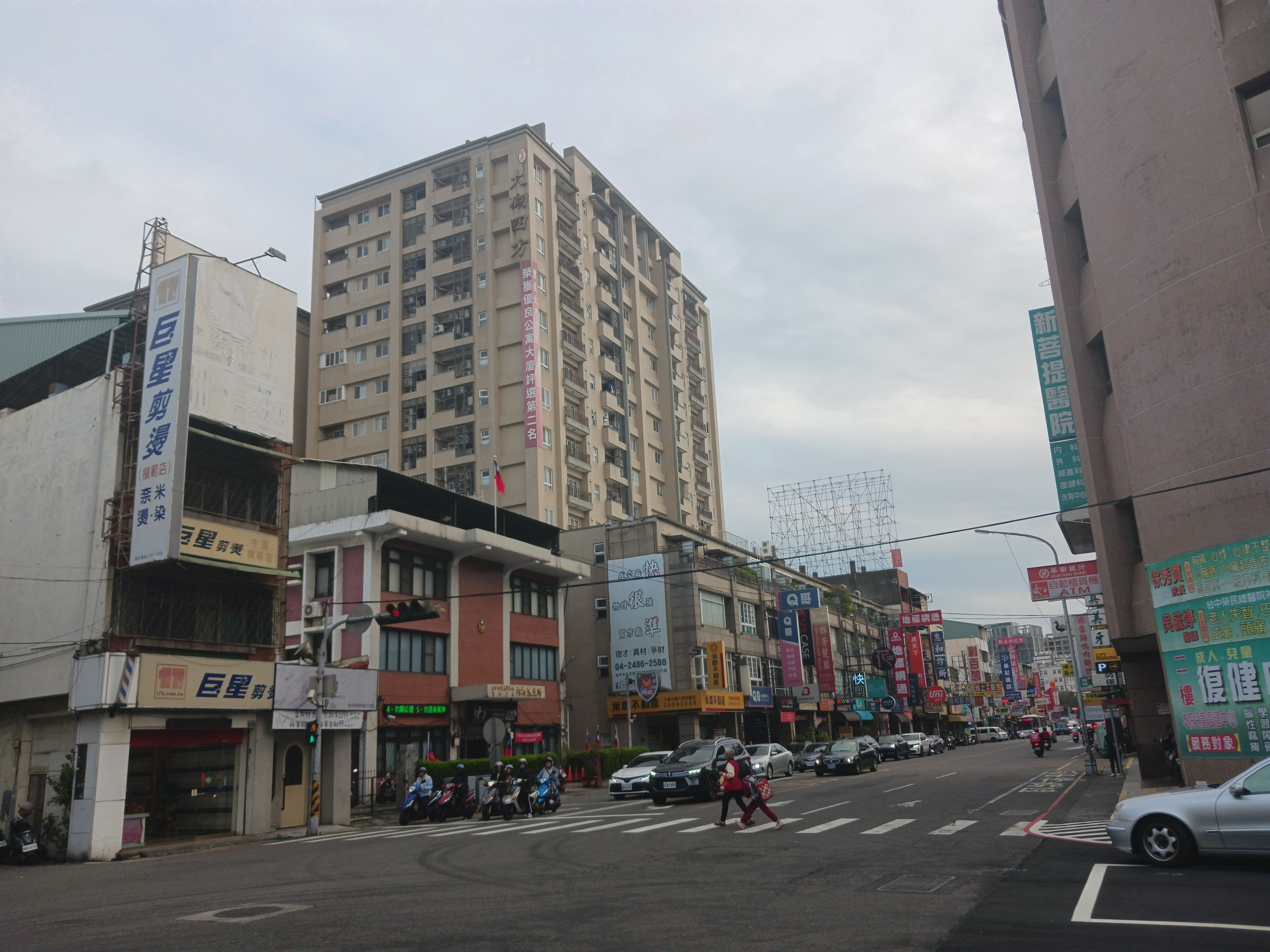
中興路、大明路口

大里區境內共有省道3條。台3線，俗稱「內山公路」，為臺灣南北向主要公路幹線之一，亦為南投、霧峰地區通往臺中市區的主要道路，在大里區境內由大里溪切分為國光路、中興路，北過綠川後為臺中市南區國光路，南跨草湖溪後為霧峰區中正路:665。台63線即「中投公路」，為臺中、南投之間的重要公路幹線，在大里區境內有兩側平面道路，為中投東、西路，高架道路部份設有大里一、大里二交流道，往南可接國道三號中投交流道:666－668。台74線即「快官霧峰線」，為臺中市政府規劃的「臺中環線」路網之一，由大里區起往南可通往國道三號霧峰交流道，往北則可前往太平區與北屯區，短暫西行後即轉南續行，經西屯區、南屯區、烏日區後於彰化市銜接國道三號快官交流道，在大里區境內有兩側平面道路，為環中東路，高架道路部份設有大里一、大里二、草湖交流道。
大里區境內共有市道1條。市道129號即健民路、仁化路，該線南側端點位於大里區中興仁化路口，自該端點起先往東經塗城、番仔寮，至竹仔坑以後則轉北續行，可前往太平區、北屯區、新社區、石岡區各行政區:670。
區道
- 中101線
- 中102線
- 中102-2線
- 中103線
- 中104線
- 中105線
- 中105-1線
- 中106線
- 中107線
- 中129線

其他主要道路
- 環中東路五、六、七段、環河路一段
- 中興路二段
- 文心南路、德芳路、德芳南路
- 大智路
- 大明路
- 益民路
- 東榮路
- 新仁路
- 爽文路
- 大里路
- 大峰路
- 塗城路

### 公車客運
臺中市市區公車經過大里區主要的路線有3路（東山高中至新烏日車站）、23路（中清同榮路口至中興東南路口）、132路（北屯區行政大樓至朝陽科技大學）、200路（中興幹線，亞大醫院至新民高中）、901路（豐原至明德高中）、綠3路（省議會至臺中市議會）等6條路線，提供居民搭乘及臺中市區、霧峰區、烏日區、太平區等鄰近地區轉運之用。經過草湖地區的路線有17路（草湖至復興八街口）、23路、50路（文英兒童公園至921地震教育園區）、107路（警察電台至舊正）、108路（港尾至南開科技大學校區）、132路、200路、248路（新烏日車站至修平科技大學）、綠3路等8條路線，經過十九甲地區的路線則有7路（臺中一中至永成公園，經長億高中）、243路（東山高中至亞洲大學安藤館）、285路（帝國製糖廠至銀聯一村）、291路（霧峰區山多綠社區至大里區環保公園）等4條路線。
臺中市小黃公車是由臺中市政府交通局推動的公車系統之一，於2017年4月1日啟用，路線皆採固定時間發車且免費搭乘，乘車需於前一天預約，預約人數較多時則安排多輛計程車以提供載客服務，當中僅無臺中市市區公車行駛、停靠之路段可隨招隨停，以擴大公共運輸服務範圍至年長者、行動不便、偏遠地區、攜帶大型行李的民眾。行經大里區的小黃公車路線有黃5路（自強新村至黃竹里）等1條，提供健民里的居民搭乘。
另有公路客運6268路、6322路、6333路、6742路、6871路、6899路可前往埔里、南崗、水里、中興、竹山、杉林溪、鹿谷等地，6188路則行駛臺63線、國道三號至名間及竹山站。

### 公共自行車
臺中市公共自行車租賃系統（iBike）是臺中市政府推動的公共自行車租賃系統，2013年6月開始規劃建置，2014年7月18日開始營運，2017年5月16日使用次數突破一千萬人次，大里區已於2016年3月13日正式引進YouBike1.0系統，並於2021年6月2日引進YouBike2.0系統，2023年6月28日全面停止營運YouBike1.0系統，改為僅營運YouBike2.0系統。資料截至2024年12月31日，YouBike2.0系統已於大里區設有72個站點，並可甲地租車、乙地還車，提供民眾租借使用。

## 休閒旅遊

### 休憩景點
大里區內總計有47座公園（統計至2017年7月底），其中有運動公園一座，為大里運動公園；大型公園一座，為位於臺中軟體園區內的大里東湖公園；除此以外，尚有大里公園、大里河濱公園、日新社區公園、內新新忠公園、文化公園、德芳兒童公園等多座鄰里、社區型公園:12。
較具特色的公園為「康橋水岸公園」，該公園是一座位於大里區西北部積善橋至國光橋的生態親水公園，北邊隔旱溪與中興大學相望，由經濟部水利署規劃的康橋計畫所建，規劃有滯洪公園、自行車道、休憩平台、活動廣場、人工溼地、景觀橋等休憩空間，並融入自然生態、節能減碳及社區參與概念，營造水域周邊多功能環境。位於仁化大峰路口的「草湖防災公園」於2020年5月啟用，是臺中市第一座防災公園。另外配合林爽文故居的所在地大里第一公墓改為大里區聯合行政中心，臺中市政府亦在該地區規劃「林爽文紀念公園」。
大里區內老樹有涼傘樹王公、倒栽老榕樹、吊人樹、芒果夫妻樹等。涼傘樹王公位於樹王里東興路，是茄苳樹、朴樹、烏榕樹、榕樹、大枹樹、梗桃樹等六種樹木共生的奇樹，相傳嘉慶君為太子時，曾於樹下避難脫險而受到敕封為「樹王公」。倒栽老榕樹位於大里杙老街盡頭，因該榕樹的走向、形狀呈現倒栽狀而得名。吊人樹是一棵雞蛋花樹，位於仁化里文化公園內，其來源有兩種說法，一說為仁化里平埔族因為不滿土地被漢人佔據，在其慶典或祭祖時到平地獵取人頭並將其吊掛在這棵樹上，族人視其為英雄，因此該樹也被稱為「吊人樹」；另一說為根據地方耆老林延連表示，由於清領時期漢番衝突激烈，漢人在砍殺原住民後，會將頭顱割下並吊掛在這棵樹上炫耀，因此該樹也被稱為「吊番樹」。芒果夫妻樹位於西湖里景庄街，該樹由於一大一小如同夫妻，且其生產芒果，因而得名:1473－1478。
其它境內的休憩景點尚有竹仔坑文山休閒農場，大里溪河堤步道、頭汴坑溪堤頂步道、草湖溪河堤步道等三條河堤步道，大里溪自行車道、草湖溪自行車道等兩條自行車道。

### 商圈百貨市集
大里區的百貨商場有大買家國光店，商圈有中興路商圈、大明路商圈、東榮路商圈、德芳南路商圈、塗城路商圈，傳統市場有大里公有第一市場、內新市場、德芳興市場、塗城市場、仁化市場，美食街有成功路商圈、臺中軟體園區美食街，夜市則有大里勝利夜市、瑞城夜市、塗城夜市、文化街夜市等。

### 公共文化設施

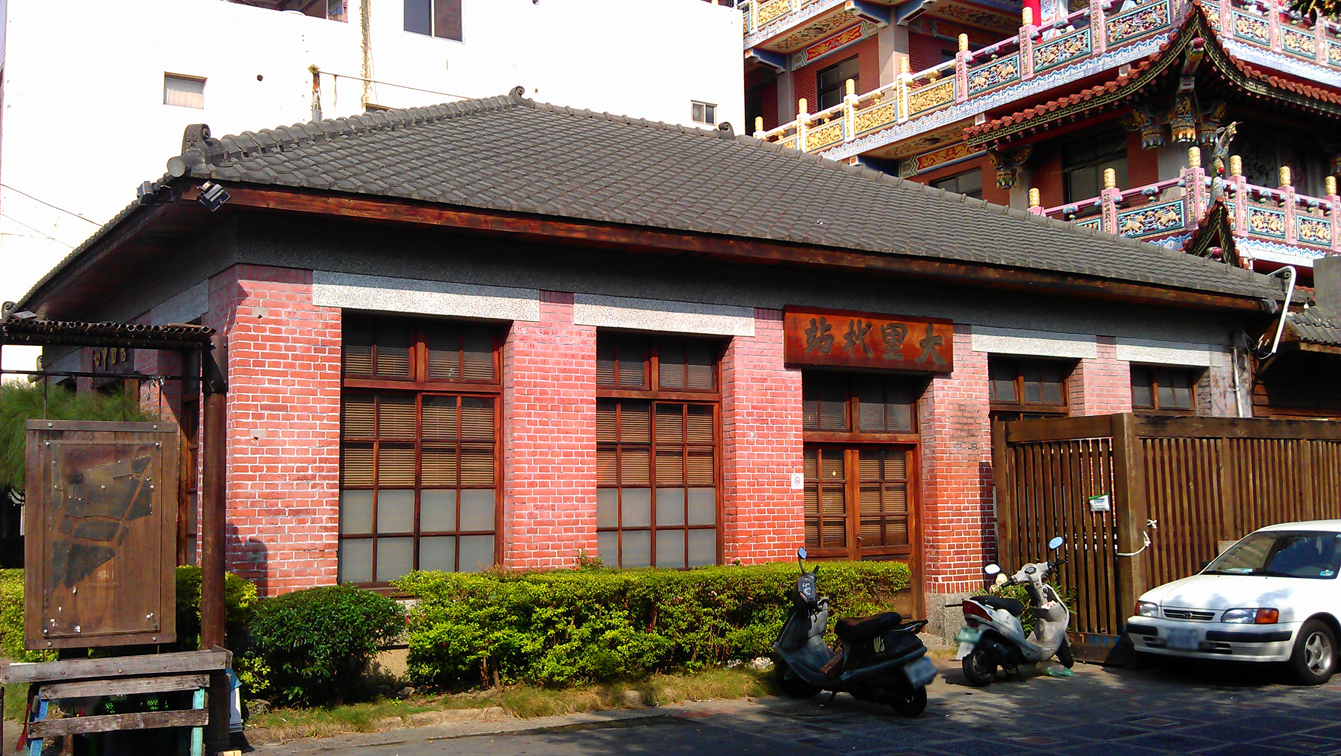
大里杙文化館

- 臺中市纖維工藝博物館（位於大里運動公園內，原兒童藝術館）
- 臺中市文化資產建材銀行：位於台中菸葉廠（2019年拍板，興建中）
- 國光公園、臺中縣二二八紀念碑
- 大里美德光廊、進士公園（林允卿墓道碑）
- 大里杙文化館
- 夏田林厝
- 內新國小彩虹跑道
- 大里藥用植物園區：約有4百多種藥用植物
- 大里製菸廠：台灣四大菸廠保存最好的一座
- 台灣印刷探索館：財政部印刷廠內，為全臺灣第一個印刷產業觀光工廠
- 台中軟體園區 Dali Art 藝術廣場：位於台中軟體園區一樓
- Dali Art 國際藝術村（大里光之谷）
- 國光觀光花市
- 交趾陶藝術河堤圍牆：位於中新里的大元國小及元堤路上

### 宗教信仰中心
- 大里媽三角：

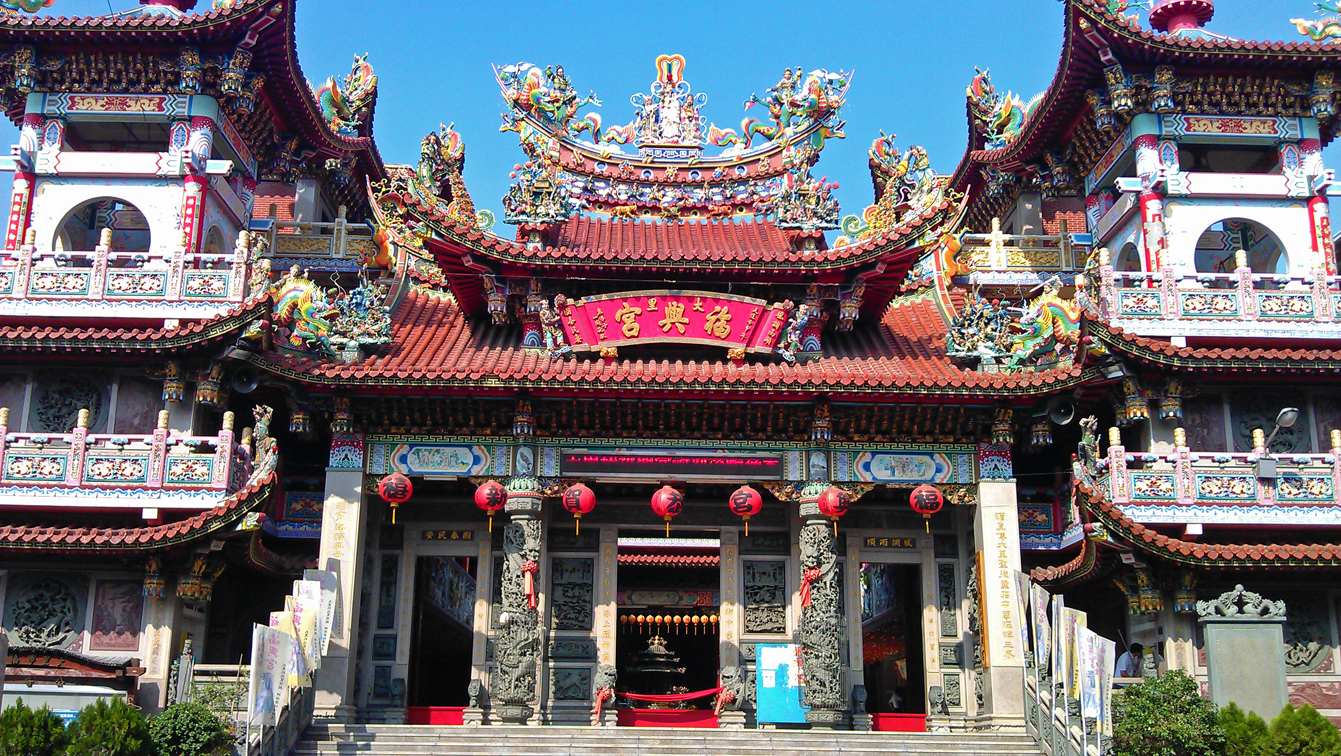
大里福興宮

  - 大里杙福興宮：主祀湄洲軟身二媽，建於清朝嘉慶年間（1811年）
  - 內新新興宮：俗稱「八媽廟」，主祀天上聖母，配祀八媽、六媽，建於清朝嘉慶二十年（1815年）
  - 仁化振坤宮：主祀湄州軟身二媽。建於清朝道光十年（1830年），亦為三月肖媽祖中十八庄媽祖繞境重要成員
- 大里天后宮（媽祖）
- 大里合歡福德宮
- 大新福德祠
- 大里七將軍廟（忠義祠）
- 大里永隆宮（林太師）
- 萬安宮：供奉玄天上帝（帝爺公），可能是大里歷史最久的古廟[38]:1147
- IBS菩薩寺（觀世音菩薩）：清水模設計的現代式宗教建築
- 草湖觀音廟（觀世音菩薩）
- 草湖太子宮
- 草湖石頭公廟
- 武澤宮（財神）
- 竹興宮（玄天上帝）
- 塗城福德爺祠（土地公）
- 詹厝園八天宮（南極仙翁）
- 臺中衍慶宮法仁壇大里金虎爺分會
- 大里天主堂
- 大里葡萄園教會
- 台灣基督長老教會大里教會
- 中國天理教會大里教會

## 相關作品
- 戲劇：台灣奇案－台中大里杙媽與林爽文
- 歌劇：大里杙之歌－藍興堡傳奇（台灣青年舞團與青年高中合力演出）[86]

## 外部連結
- 大里區公所 （页面存档备份，存于）
- 大里人文商圈網 （页面存档备份，存于）